# Martinja vas, Trebnje
Martinja vas este o localitate din comuna Trebnje, Slovenia, cu o populație de 103 locuitori.